# Mihajlo Mudrik
Mihajlo Mudrik (ukrajinski: Михайло Петрович Мудрик; Krasnohrad, 5. siječnja 2001.) ukrajinski je nogometaš koji igra u Premier ligi za Chelsea na poziciji krila.
Mudrik je karijeru započeo u akademijama Metalista Harkiva i Dnjipra, da bi 2016. godine prešao u Šahtar Donjeck. Dvije godine kasnije debitirao je kao profesionalac, nakon čega su uslijedile posudbe u Arsenal Kijev i Desnu Chernihiv. Godine 2023. prešao je u engleski Chelsea za početnu naknadu od 62 milijuna funti.

## Igračka karijera
U sezoni 2018./19. igrao je za Šahtar u kategoriji do 21 godine. Već 2018. godine bio je dio seniorske momčadi. Za seniorsku momčad debitirao je sa 17 godina u utakmici ukrajinskog kupa protiv  Olimpika iz Donjecka 31. listopada 2018.
U veljači 2019. posuđen je ukrajinskom prvoligašu Arsenalu Kijevu do kraja sezone 2018./19., odigravši 10 utakmica bez postignutog gola. Igrao je za Šahtar u ukrajinskoj Premier ligi pridonoseći naslovu u sezoni 2019./20. U ljeto 2020. potpisao je ugovor o posudbi s ukrajinskim prvoligašem Desnom Chernihiv i plasirao se u treće kolo kvalifikacija Europske lige. U Chernihivu je ostao 4 mjeseca i odigrao 10 utakmica u ukrajinskoj Premier ligi i jednom u ukrajinskom kupu. Dana 8. siječnja 2021. Mudrik se vratio u Šahtar, odigravši 3 utakmice u ukrajinskoj Premier ligi.
Trener Šahtara Roberto De Zerbi rekao je da Mudrika smatra jednim od najboljih mladih igrača i dodao da "ako ga ne dovedem na visoku razinu, smatrat ću to osobnim porazom". Dana 18. rujna 2021. zabio je svoj prvi pogodak u prvenstvenoj utakmici protiv Mariupola. Nakon niza dobrih nastupa za Šahtar, Mudrik je privukao pozornost niza europskih klubova, uključujući Sevillu i Arsenal. Dana 6. rujna 2022. zabio je svoj prvi pogodak u Ligi prvaka u 4:1 gostujućoj pobjedi nad RB Leipzigom.
Dana 15. siječnja 2023. Mudrik je potpisao ugovor s prvoligašem Chelseajem za početnu naknadu od 62 milijuna funti, koja je narasla na 89 milijuna funti, potpisujući ugovor na osam i pol godina. Dobio je dres s brojem 15.

## Reprezentativna karijera
Od 2017. do 2018. igrao je za ukrajinsku nogometnu reprezentaciju do 17 godina. Od 2018. do 2019. igrao je za ukrajinsku nogometnu reprezentaciju do 19 godina, nastupio je u 11 utakmica i postigao 5 golova. U 2019. godini uvršten je u U21 nogometnu reprezentaciju Ukrajine, odigravši 9 utakmica i postigavši 1 gol. Dana 7. rujna 2021. zabio je pobjednički pogodak iz slobodnog udarca protiv Armenije.
U travnju 2022. prvi je put pozvan u ukrajinsku nogometnu reprezentaciju na trening kamp u travnju i svibnju 2022. u Sloveniji. 11. svibnja 2022. debitirao je u prijateljskoj utakmici protiv Borussije Mönchengladbach postigavši svoj prvi gol na Borussia Parku Mönchengladbach, tijekom Global Peace Toura.